# R. A. Lafferty

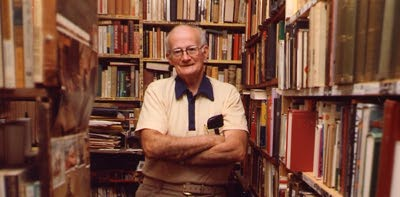
Raphael Aloysius Lafferty in seiner Privatbibliothek (2001)

Raphael Aloysius Lafferty (* 7. November 1914 in Neola, Iowa; † 18. März 2002 in Broken Arrow, Oklahoma) war ein amerikanischer Science-Fiction- und Fantasy-Schriftsteller.

## Leben
Er lebte die meiste Zeit in seiner Heimatstadt Tulsa in Oklahoma, USA. Seine Karriere als Schriftsteller begann spät, erst im Alter von 45 schrieb er seine ersten Geschichten, doch dann verfasste er mehr als 200 Kurzgeschichten und 21 Romane, die zumeist dem Genre der Science Fiction zuzuschreiben waren. Seine erste veröffentlichte Kurzgeschichte war „The Wagons“ 1959, sein erster veröffentlichter Roman war Past Master (dt.: Astrobe, der goldene Planet), der 1968 erschien. Darin lässt er den englischen Kirchengelehrten und Märtyrer Thomas Morus wieder auferstehen, um ihn zum Weltpräsidenten auf dem Planeten Astrobe zu machen. Am Ende stirbt er wieder als Märtyrer.
Noch im selben Jahr veröffentlichte Lafferty zwei weitere Romane: The Reefs of Earth und Space Chantey (dt.: Die Odyssee des Captain Roadstrum). Der Letztere ist die Odyssee als Parodie auf die Science Fiction der 1950er und 1960er Jahre und beinhaltet bereits einige jener Elemente, für die Lafferty bekannt wurde: Im Ton einer Heldensage erzählt er aberwitzige Geschichten mit absurden Elementen. Lange Zeit schrieb er nur nebenberuflich, erst 1971 gab er seinen Job als Elektrotechniker auf, um sich komplett dem Schreiben zu widmen. Aufgrund eines Schlaganfalles zog er sich 1984 von der Schriftstellerei zurück.
Lafferty verwendete Stilelemente und zum Teil auch Charaktere aus irischen und indianischen Sagen, sein Stil der Vermischung von Science Fiction, Fantasy und Heldenepos ist einzigartig und kann auch schwer einem bestimmten Genre zugeordnet werden. Seine Geschichten sind teilweise geprägt von seiner konservativen religiösen (katholischen) Haltung. Die Handlung nahm oft die seltsamsten Wendungen, manchmal war sie ihm aber weniger wichtig und verlor sich in der Mitte der Geschichte.
Nicht alle Geschichten von Lafferty waren Science Fiction: Sein Roman Okla Hannali beschreibt 100 Jahre der Geschichte der Choctaw in Mississippi und Oklahoma.

## Auszeichnungen
Past Master, Continued on the Next Rock, Sky wurden für den Hugo Award nominiert, 1973 erhielt Lafferty für die Kurzgeschichte Eurema’s Dam den Best Short Story Hugo (gemeinsam mit Frederik Pohl und C.M. Kornbluth für The Meeting). Er wurde auch für den Nebula Award für Slow Tuesday Night, Past Master, Fourth Mansions, Continued on the Next Rock und The Devil Is Dead nominiert, erhielt ihn aber niemals. Seine Sammlung Lafferty in Orbit wurde für den World Fantasy Award nominiert, darin waren die vielen Geschichten versammelt, die Lafferty zu Damon Knights Orbit-Reihe beigesteuert hatte. 1990 erhielt er den World Fantasy Award für das Lebenswerk.
Weitere Auszeichnungen:
- 1971: Phoenix Award für das Lebenswerk.
- 1975: Seiun Award für die Kurzgeschichte Eurema’s Dam
- 1993: Seiun Award für die Kurzgeschichte Groaning Hinges of the World

2002 wurde ihm postum der Cordwainer Smith Rediscovery Award für vergessene oder nicht mehr hinreichend gewürdigte Science-Fiction-Autoren verliehen.

## Bibliografie

### Serien
Die Serien sind nach dem Erscheinungsjahr des ersten Teils geordnet. Sind bei den Originalausgaben zwei Erscheinungsjahre angegeben, so ist das erste das des Erstdrucks und das zweite das der Erstausgabe (als Buch).
Habitable Worlds (Kurzgeschichten)
- Snuffles. 1960.
  - Deutsch: Schnoffel. In: 900 Grossmütter. 1974. Auch in: René Oth (Hrsg.): Das Lächeln der Gioconda. Luchterhand (Sammlung Luchterhand #556), 1985, ISBN 3-472-61556-7.
- The Polite People of Pudibundia. 1961.
- Name of the Snake. 1964.
  - Deutsch: Der Name der Schlange. In: 900 Grossmütter. 1974.
- Guesting Time. 1965.
  - Deutsch: Besuch. In: 900 Grossmütter. 1974. Auch als: Besuchszeit. In: So frustrieren wir Karl den Grossen. 1993.
- Nine Hundred Grandmothers. 1966.
  - Deutsch: Am Anfang war die Grossmutter. In: Science-Fiction-Stories 27. Ullstein (Ullstein 2000 #49 (2976)), 1973, ISBN 3-548-02976-0. Auch in: 900 Grossmütter. 1974.
- The Ultimate Creature. 1967.
- Hands of the Man. 1970.
- World Abounding. 1971.
- Once on Aranea. 1972.
- Quiz Ship Loose. 1978.
  - Deutsch: Das entflohene Forschungsschiff. In: Roy Torgeson (Hrsg.): Nick Adams letzter Aufstieg. Moewig (Playboy Science Fiction #6718), 1981, ISBN 3-8118-6718-0.
- Thieving Bear Planet. 1982.
- Pleasures and Palaces. 1983.

Institute for Impure Science (Kurzgeschichten)
- Through Other Eyes. 1960.
  - Deutsch: Mit anderen Augen. In: Herbert W. Maly (Hrsg.): Der metallene Traum. Lichtenberg (Science Fiction für Kenner #15), 1971, ISBN 3-7852-2015-4. Auch in: 900 Grossmütter. 1974.
- What's the Name of That Town? 1964.
  - Deutsch: Wie heißt diese Stadt? In: 900 Grossmütter. 1974.
- Thus We Frustrate Charlemagne. 1967.
  - Deutsch: So frustrieren wir Karl den Großen. In: Wolfgang Jeschke (Hrsg.): Die sechs Finger der Zeit. Lichtenberg (Science Fiction für Kenner #13), 1971, ISBN 3-7852-2013-8. Auch als: Karl der Große, frustriert. In: 900 Grossmütter. 1974. Auch als: Wir drehen am Rad der Geschichte. In: Science-Fiction-Stories 39. Ullstein (Ullstein 2000 #73 (3067)), 1974, ISBN 3-548-13067-4.
- Land of the Great Horses. 1967.
  - Deutsch: Heimkehr der Heimatlosen. In: Harlan Ellison (Hrsg.): 15 Science Fiction-Stories II. Heyne (Heyne-Anthologien #34), 1970. Auch als: Land der großen Pferde. In: 900 Grossmütter. 1974. Auch als: Das Land der großen Pferde. In: So frustrieren wir Karl den Grossen. 1993.
- Arrive at Easterwine: The Autobiography of a Ktistec Machine. 1971. (Roman)
- All But the Words. 1971.
- Bubbles When They Burst. 1971.
- Flaming Ducks and Giant Bread. 1974.
- Smoe and the Implicit Clay. 1976.
- Bird-Master. 1983.
- All Hollow Though You Be. 1985.

Bengal Tigers (Kurzgeschichten)
- The Transcendent Tigers. 1964.
- Enfant Terrible. 1971.

Camiroi  (Kurzgeschichten)
- Primary Education of the Camiroi. 1966.
  - Deutsch: Die Elementarerziehung der Camiroi. In: 900 Grossmütter. 1974.
- Polity and Custom of the Camiroi. 1967.
  - Deutsch: Regierungsform und Brauchtum der Camiroi. In: Franz Rottensteiner (Hrsg.): Die Ratte im Labyrinth. Insel (Phantastische Wirklichkeit: Science Fiction der Welt), 1971. Auch als: Rechtswesen, Sitten und Gebräuche der Camiroi. In: 900 Grossmütter. 1974. Auch als: Sitten und Gebräuche der Camiroi. In: Isaac Asimov, Martin H. Greenberg (Hrsg.): Wahltag 2090. Bastei Lübbe (Bastei Lübbe Paperback #28181), 1989, ISBN 3-404-28181-0.

Men Who Knew Everything (Kurzgeschichten)
- The All-At-Once Man. 1970.
- The Hellaceous Rocket of Harry O'Donovan. 1973.
- The Two-Headed Lion of Cris Benedetti. 1973.
- The Ungodly Mice of Doctor Drakos. 1973.
- The Wooly World of Barnaby Sheen. 1973.
- Mud Violet. 1973.
- Barnaby's Clock. 1973.
- Rivers of Damascus. 1974.
- And Read the Flesh Between the Lines. 1974.
- Animal Fair. 1974.
- Old Halloweens on the Guna Slopes. 1975.
- Brain Fever Season. 1977.
- St. Poleander's Eve. 1979.
  - Deutsch: Am Vorabend des St. Poleander-Tages. In: Roy Torgeson (Hrsg.): Am Vorabend des St. Poleander-Tages. Moewig (Playboy Science Fiction #6716), 1981, ISBN 3-8118-6716-4.
- The Funny Face Murders. 1980.
- And All the Skies Are Full of Fish. 1980.
- Through Elegant Eyes. 1983. (Sammlung)
- What Big Tears the Dinosaur's. 1983.
- Two For Four Ninety-Five. 1984.
- Slippery. 1985.
- Gray Ghost: A Reminiscence. 1987.

Paravata  (Kurzgeschichten)
- 1 Frog on the Mountain. 1970.
  - Deutsch: Frosch auf dem Berg. In: 900 Grossmütter. 1974.
- 2 In Outraged Stone. 1973.

Coscuin Chronicles
- 1 The Flame is Green. 1971.
- 2 Half a Sky. 1984.

Argos Mythos
- 1 Archipelago. 1979.
- 2 The Devil Is Dead. 1971.
- Great Day in the Morning. 1975. (Kurzgeschichte)
- From the Thunder Colt's Mouth. 1975. (Kurzgeschichte)
- Promontory Goats. 1988. (Kurzgeschichte)
- How Many Miles to Babylon. 1989. (Kurzgeschichte)
- The Casey Machine. 1990. (Kurzgeschichte)
- Dotty. 1990. (Kurzgeschichte)
- Anamnesis. 1992. (Kurzgeschichte)

More Than Melchisedech
- 1 Tales of Chicago. 1992.
- 2 Tales of Midnight. 1992.
- 3 Argo. 1992.
- Episodes of the Argo. 1990. (Sammlung)

### Romane
- Past Master. 1968.
  - Deutsch: Astrobe, der goldene Planet. Übersetzt von Joachim Pente. Knaur (Knaur SF&F 573), München / Zürich 1981, ISBN 3-426-05737-9.
- Space Chantey. 1968.
  - Deutsch: Die Odyssee des Captain Roadstrum. Übersetzt von Hans Maeter. Pabel-Moewig (Moewig SF #3504), Rastatt 1980, ISBN 3-8118-3504-1.
- The Reefs of Earth. 1968.
- Fourth Mansions. 1969.
- The Fall of Rome. 1971. (auch als: Alaric: The Day the World Ended, 1993)
- Okla Hannali. 1972.
- Not to Mention Camels. 1976.
- The Three Armageddons of Enniscorthy Sweeney. 1977.
- Where Have You Been, Sandaliotis? 1977.
- Aurelia. 1982.
- Annals of Klepsis. 1983.
- My Heart Leaps Up. 1986.
- Serpent's Egg. 1987.
- East of Laughter. 1988.

### Sammlungen
- Nine Hundred Grandmothers. 1970.
  - Deutsch: 900 Grossmütter. Übersetzt von Karl H. Kosmehl. 2 Bände. Fischer Taschenbuch (Fischer Orbit #38+39), Frankfurt am Main 1974, ISBN 3-436-01920-8, ISBN 3-436-01921-6. Auch als: So frustrieren wir Karl den Grossen. Übersetzt von Gisela Stege und Karl H. Kosmehl. Heyne (Bibliothek der SF Literatur #89), München 1993, ISBN 3-453-06243-4.
- Strange Doings. 1972.
- Does Anyone Else Have Something Further to Add? 1974.
- Funnyfingers & Cabrito. 1976.
- Golden Gate and Other Stories. 1982.
- Four Stories. 1983.
- Heart of Stone, Dear and Other Stories. 1983.
- Laughing Kelly and Other Verses. 1983.
- Snake in His Bosom and Other Stories. 1983.
- Ringing Changes. 1984.
- The Man Who Made Models and Other Stories. 1984.
- Slippery and Other Stories. 1985.
- Strange Skies. 1988.
- The Back Door of History. 1988.
- The Early Lafferty. 1988.
- The Early Lafferty II. 1990.
- Lafferty in Orbit. 1991.
- Mischief Malicious (And Murder Most Strange). 1991.
- Iron Tears. 1992.
- The R.A. Lafferty Fantastic MEGAPACK®. 2016.

The Collected Short Fiction
- 1 The Man Who Made Models. 2013.
- 2 The Man with the Aura. 2015.
- 3 The Man Underneath. 2016.
- 4 The Man with the Speckled Eyes. 2017.

### Kurzgeschichten
- The Wagons. 1959.
- Adam Had Three Brothers. 1960.
  - Deutsch: Adam hatte drei Brüder. In: Terry Carr (Hrsg.): Die Werwölfin. Pabel (Terra Fantasy #69), 1980.
- Saturday You Die. 1960.
- The Ugly Sea. 1960.
- Day of the Glacier. 1960.
- Other Side of the Moon. 1960.
- Long Teeth. 1960.
- Beautiful Dreamer. 1960.
- The Six Fingers of Time. 1960.
  - Deutsch: Die sechs Finger der Zeit. In: Wolfgang Jeschke (Hrsg.): Die sechs Finger der Zeit. Lichtenberg (Science Fiction für Kenner #13), 1971, ISBN 3-7852-2013-8. Auch in: 900 Grossmütter. 1974.
- McGonigal's Worm. 1960.
- Try to Remember. 1960.
  - Deutsch: Versuch dich zu erinnern. In: Roy Torgeson (Hrsg.): Versuch dich zu erinnern. Moewig (Playboy Science Fiction #6726), 1982, ISBN 3-8118-6726-1.
- In the Garden. 1961.
- All the People. 1961.
  - Deutsch: Alle Menschen. In: 900 Grossmütter. 1974.
- The Weirdest World. 1961.
- Aloys. 1961.
- Rainbird. 1961.
- Seven-Day Terror. 1962.
  - Deutsch: Sieben Tage Terror. In: 900 Grossmütter. 1974.
- Dream. 1962. (auch als: Dreamworld)
- Sodom and Gomorrah, Texas. 1962.
  - Deutsch: Ein zweites Sodom und Gomorrah. In: Michael Nagula (Hrsg.): Science-Fiction-Stories 92. Ullstein (Ullstein Science Fiction & Fantasy #31034), 1982, ISBN 3-548-31034-6.
- Mad Man. 1964.
- Pig in a Pokey. 1964.
- The Man with the Speckled Eyes. 1964.
  - Deutsch: Der Mann, der Haycock hieß. In: Walter Ernsting (Hrsg.): Die letzte Stadt der Erde. Heyne SF&F #3048, 1965.
- The Pani Planet. 1965.
- Slow Tuesday Night. 1965.
  - Deutsch: Langsame Dienstag-Nacht. In: 900 Grossmütter. 1974.
- In Our Block. 1965.
  - Deutsch: In unserer Straße. In: 900 Grossmütter. 1974. Auch als: Wir machen alles. In: Science-Fiction-Stories 60. Ullstein (Ullstein 2000 #115 (3250)), 1976, ISBN 3-548-03250-8.
- Hog-Belly Honey. 1965.
  - Deutsch: Schweinebauch Liebling. In: 900 Grossmütter. 1974.
- Golden Trabant. 1966.
- Among the Hairy Earthmen. 1966.
  - Deutsch: Mitleid? Mit Menschen? In: Brian W. Aldiss, Harry Harrison (Hrsg.): Der Tag Million. Lichtenberg (Science Fiction für Kenner #9), 1971.
- Narrow Valley. 1966.
  - Deutsch: Das enge Tal. In: 900 Grossmütter. 1974. Auch als: Das schmale Tal. In: Terry Carr (Hrsg.): Jenseits aller Träume. Pabel (Terra Fantasy #74), 1980.
- The Man Who Never Was. 1967.
  - Deutsch: Der Mann, den es nie gab. In: Science-Fiction-Stories 33. Ullstein (Ullstein 2000 #61 (3021)), 1974, ISBN 3-548-03021-1.
- The Hole on the Corner. 1967.
  - Deutsch: Das Loch an der Ecke. In: Damon Knight (Hrsg.): Damon Knight's Collection 3. Fischer Taschenbuch (Fischer Orbit #5), 1972, ISBN 3-436-01499-0. Auch in: 900 Grossmütter. 1974.
- Ginny Wrapped in the Sun. 1967.
  - Deutsch: Ginny. In: 900 Grossmütter. 1974. Als: Ginny in Sonne gewickelt. In: So frustrieren wir Karl den Grossen. 1993.
- Camels and Dromedaries, Clem. 1967.
  - Deutsch: Die Zweifachen. In: Wulf H. Bergner (Hrsg.): Mord in der Raumstation. Heyne SF&F #3122, 1968.
- Maybe Jones and the City. 1968.
- One at a Time. 1968.
  - Deutsch: Jeden Tag einzeln. In: Damon Knight (Hrsg.): Damon Knight's Collection 5. Fischer Taschenbuch (Fischer Orbit #9), 1972, ISBN 3-436-01549-0. Auch als: Immer nur ein Tag. In: 900 Grossmütter. 1974. Auch als: Immer nur einer. In: So frustrieren wir Karl den Grossen. 1993.
- How They Gave It Back. 1968.
- McGruder's Marvels. 1968.
- This Grand Carcass. 1968. (auch als: This Grand Carcass Yet)
  - Deutsch: Von Hand zu Hand. In: Science-Fiction-Stories 52. Ullstein (Ullstein 2000 #99 (3166)), 1975, ISBN 3-548-03166-8.
- Cliffs That Laughed. 1969.
- Configuration of the North Shore. 1969.
  - Deutsch: Konfiguration an der Nordküste. In: Damon Knight (Hrsg.): Damon Knight's Collection 9. Fischer Taschenbuch (Fischer Orbit #16), 1973, ISBN 3-436-01648-9.
- Entire and Perfect Chrysolite. 1970.
  - Deutsch: Das absolut vollkommene Juwel. In: Damon Knight (Hrsg.): Damon Knight's Collection 9. Fischer Taschenbuch (Fischer Orbit #16), 1973, ISBN 3-436-01648-9.
- Ride a Tin Can. 1970.
  - Deutsch: Genozid. In: Walter Spiegl (Hrsg.): Science-Fiction-Stories 25. Ullstein (Ullstein 2000 #45 (2964)), 1973, ISBN 3-548-02964-1.
- Continued on Next Rock. 1970.
  - Deutsch: Fortsetzung auf dem nächsten Stein. In: Damon Knight (Hrsg.): Damon Knight's Collection 10. Fischer Taschenbuch (Fischer Orbit #19), 1973, ISBN 3-436-01715-9. Auch als: Stein auf Stein. In: Science-Fiction-Stories 47. Ullstein (Ullstein 2000 #89 (3130)), 1975, ISBN 3-548-03130-7. Auch als: Fortsetzung auf dem nächsten Stein. In: Clifford D. Simak (Hrsg.): Der Bonsai-Mensch und andere »Nebula«-Preis-Stories 3. Moewig (Playboy Science Fiction #6725), 1982, ISBN 3-8118-6725-3. Auch als: Fortsetzung auf dem nächsten Felsen. In: Josh Pachter (Hrsg.): Top Science Fiction: Zweiter Teil. Heyne SF&F #4517, 1988, ISBN 3-453-02774-4.
- Old Foot Forgot. 1970.
  - Deutsch: Der vergessene Fuß. In: Damon Knight (Hrsg.): Damon Knight's Collection 11. Fischer Taschenbuch (Fischer Orbit #29), 1973, ISBN 3-436-01769-8.
- About a Secret Crocodile. 1970.
- Condillac's Statue, or Wrens in His Head. 1970.
- The Cliff Climbers. 1970.
- All Pieces of a River Shore. 1970.
- Been a Long, Long Time. 1970.
  - Deutsch: Eine Sekunde der Ewigkeit. In: Friedel Wahren, Erik Simon (Hrsg.): Retter der Ewigkeit: Geschichten zwischen Diesseits und Jenseits. Heyne (Heyne Allgemeine Reihe #13485), 2001, ISBN 3-453-19923-5.
- Interurban Queen. 1970.
- Nor Limestone Islands. 1971.
- Sky. 1971.
  - Deutsch: Himmel. In: Lloyd Biggle, jr. (Hrsg.): Gute Nachrichten aus dem Vatikan und andere »Nebula«-Preis-Stories 1. Moewig (Playboy Science Fiction #6721), 1981, ISBN 3-8118-6721-0.
- When All the Lands Pour Out Again. 1971.
- The Man Underneath. 1971.
- Encased in Ancient Rind. 1971.
- Boomer Flats. 1971.
- Ishmael Into the Barrens. 1971.
- Groaning Hinges of the World. 1971.
  - Deutsch: Die quietschenden Türangeln der Welt. In: Thomas M. Disch (Hrsg.): Die letzten Blumen. Bastei Lübbe (Bastei Lübbe Science Fiction Bestseller #22029), 1981, ISBN 3-404-22029-3.
- A Special Condition in Summit City. 1972.
- Eurema's Dam. 1972.
  - Deutsch: Mutter der Eingebung. In: Werner Fuchs (Hrsg.): Licht des Tages, Licht des Todes. Knaur SF&F 5749, 1982, ISBN 3-426-05749-2.
- Rang Dang Kaloof. 1972.
- Dorg. 1972.
- And Walk Now Gently Through the Fire. 1972.
- Four Sides of Infinity. 1973.
- Rogue Raft. 1973.
- Scorner's Seat. 1973.
- Symposium. 1973.
- Parthen. 1973.
- Ghost in the Corn Crib. 1973.
- Seven Story Dream. 1973.
- The World as Will and Wallpaper. 1973.
- Days of Grass, Days of Straw. 1973.
- By the Seashore. 1973.
  - Deutsch: Strandgut. In: Science-Fiction-Stories 75. Ullstein (Ullstein 2000 #150 (3579)), 1979, ISBN 3-548-03579-5. Auch als: An der Küste. In: Josh Pachter (Hrsg.): Top Fantasy. Heyne SF&F #4353, 1987, ISBN 3-453-00433-7.
- And Name My Name. 1974.
- The Man with the Aura. 1974. (auch als: Tom O'Shanty's Aura)
- The Most Forgettable Story in the World. 1974.
- And Mad Undancing Bears. 1974.
- Royal Licorice. 1974.
- Endangered Species. 1974.
- Mr. Hamadryad. 1974.
- Or Little Ducks Each Day. 1975.
- Heart Grow Fonder. 1975.
- Three Shadows of the Wolf. 1975.
- The Skinny People of Leptophlebo Street. 1975.
  - Deutsch: Das magere Volk in der Leptophlebo Street. In: Wolfgang Jeschke (Hrsg.): Die säumige Zeitmaschine. Heyne SF&F #5645, 1997, ISBN 3-453-11905-3.
- For All Poor Folks at Picketwire. 1975.
- Cabrito. 1976.
- Fog in My Throat. 1976.
- Funnyfingers. 1976.
- Horns on Their Heads. 1976.
- Love Affair With Ten Thousand Springs. 1976.
- The Hand with One Hundred Fingers. 1976.
  - Deutsch: Die Hand mit den Hundert Fingern. In: Wolfgang Jeschke (Hrsg.): Science Fiction Story Reader 11. Heyne SF&F #3627, 1979, ISBN 3-453-30538-8.
- Oh Tell Me Will It Freeze Tonight. 1976.
- Assault on Fat Mountain. 1976.
- Puddle on the Floor. 1976.
- Berryhill. 1976.
- Oh, Those Trepidatious Eyes! 1977.
- Thou Whited Wall. 1977.
- Fall of Pebble-Stones. 1977.
- Bequest of Wings. 1978.
- Bright Coins in Never-Ending Stream. 1978.
- Selenium Ghosts of the Eighteen Seventies. 1978.
- Splinters. 1978.
- Bright Flightways. 1978.
  - Deutsch: Helle Flugwege. In: Roy Torgeson (Hrsg.): Die verdorbene Frau. Moewig (Playboy Science Fiction #6720), 1981, ISBN 3-8118-6720-2.
- The Man Who Walked Through Cracks. 1978.
  - Deutsch: Der Mann, der durch Ritzen ging. In: Roy Torgeson (Hrsg.): Die verdorbene Frau. Moewig (Playboy Science Fiction #6720), 1981, ISBN 3-8118-6720-2.
- Oh Tell Me It Will Freeze Tonight. 1979.
- Rainy Day in Halicarnasses. 1979.
- Almost Perfect. 1980.
- Phoenic. 1980.
- The Rod and the Ring. 1980.
- Lord Torpedo, Lord Gyroscope. 1980.
- The Forty-Seventh Island. 1980.
- The Only Tune That He Could Play. 1980.
- Crocodile. 1980.
- Bank and Shoal of Time. 1981.
- New People. 1981.
- In Deepest Glass. 1981.
- You Can't Go Back. 1981.
  - Deutsch: Es gibt kein Zurück. In: Friedel Wahren (Hrsg.): Isaac Asimovs Science Fiction Magazin 15. Folge. Heyne SF&F #3913, 1982, ISBN 3-453-30839-5.
- Golden Gate. 1982.
- Great Tom Fool or The Conundrum of the Calais Customhouse Coffers. 1982.
  - Deutsch: Der Große Tom Fool oder Das Geheimnis der Schatzkisten im Zollhaus von Calai. In: Isaac Asimov, Alice Laurance (Hrsg.): Spekulationen. Heyne SF&F #4274, 1986, ISBN 3-453-31254-6.
- Ifrit. 1982.
- Square and Above Board. 1982.
  - Deutsch: Das Schachbrett. In: Ronald M. Hahn (Hrsg.): Mythen der nahen Zukunft. Heyne SF&F #4062, 1984, ISBN 3-453-31004-7.
- Calamities of the Last Pauper. 1982.
- Make Sure the Eyes Are Big Enough. 1982.
- Marsilia V. 1982.
- One-Eyed Mocking-Bird. 1982.
- This Boding Itch. 1982.
- Tongues of the Matagorda. 1982.
- And You Did Not Wail. 1983.
- Company in the Wings. 1983.
- Faith Sufficient. 1983.
- Haruspex. 1983.
- Heart of Stone, Dear. 1983.
- In the Turpentine Trees. 1983.
- Jack Bang's Eyes. 1983.
- Posterior Analytics. 1983.
- Snake in His Bosom. 1983.
- The End of Outward. 1983.
- The Last Astronomer. 1983.
- Unique Adventure Gone. 1983.
- Pine Castle. 1983.
- I'll See It Done and Then I'll Die. 1984.
- Of Laughter and the Love of Friends. 1984.
- The Effigy Histories. 1984.
- The Ninety-Ninth Cubicle. 1984.
- And Some in Velvet Gowns. 1984.
- Oh Whatta You Do When the Well Runs Dry? 1984.
- The Doggone Highly Scientific Door. 1984.
- The Man Who Made Models. 1984.
- Ewe Lamb. 1985.
- John Salt. 1985.
- Magazine Section. 1985.
- Flaming-Arrow. 1985.
- Junkyard Thoughts. 1986.
- Inventions Bright and New. 1986.
- Along the San Pennatus Fault. 1986.
- Something Rich and Strange. 1986.
- Rain Mountain. 1988.
- Rainy Day in Halicarnassus. 1988.
- Six Leagues from Lop. 1988.
  - Deutsch: Sechs Meilen von Lop entfernt. In: Peter Wilfert (Hrsg.): Pilger durch Raum und Zeit. Goldmann (Goldmann Science Fiction #23401), 1982, ISBN 3-442-23401-8.
- Task Force Fifty-Eight and One Half. 1988.
- The Story of Little Briar-Rose, A Scholarly Study. 1988.
- Le Hot Sport. 1988.
- The Man Who Lost His Magic. 1989.
- The Elliptical Grave. 1989.
- Apocryphal Passage of the Last Night of Count Finnegan on Galveston Island. 1990.
- Episodes of the Argo. 1990.
- Holy Woman. 1990.
- Maleficent Morning. 1990.
- Buckets Full of Brains. 1991.
- Hound Dog's Ear. 1991.
- I Don't Care Who Keeps the Cows. 1994.
- Happening in Chosky Bottoms. 1995.
- Goldfish. 1996.
- The Emperor's Shoestrings. 1997.
- There'll Always Be Another Me. 2003.

### Sachliteratur
- It's Down the Slippery Cellar Stairs. 1984.
- True Believers. 1989.
- Cranky Old Man from Tulsa. 1990.